# Panzerzug Zagonczyk
Der Panzerzug Zagończyk war ein improvisierter polnischer Panzerzug aus der Zeit des Polnisch-Ukrainischen Krieges von 1919 und des Polnisch-Sowjetischen Krieges von 1920.

## Geschichte
Im Januar 1919 wurde in Warschau ein neuer und improvisierter Panzerzug gebaut und kurze Zeit später in Dienst gestellt.

## Technische Daten

### Lokomotive

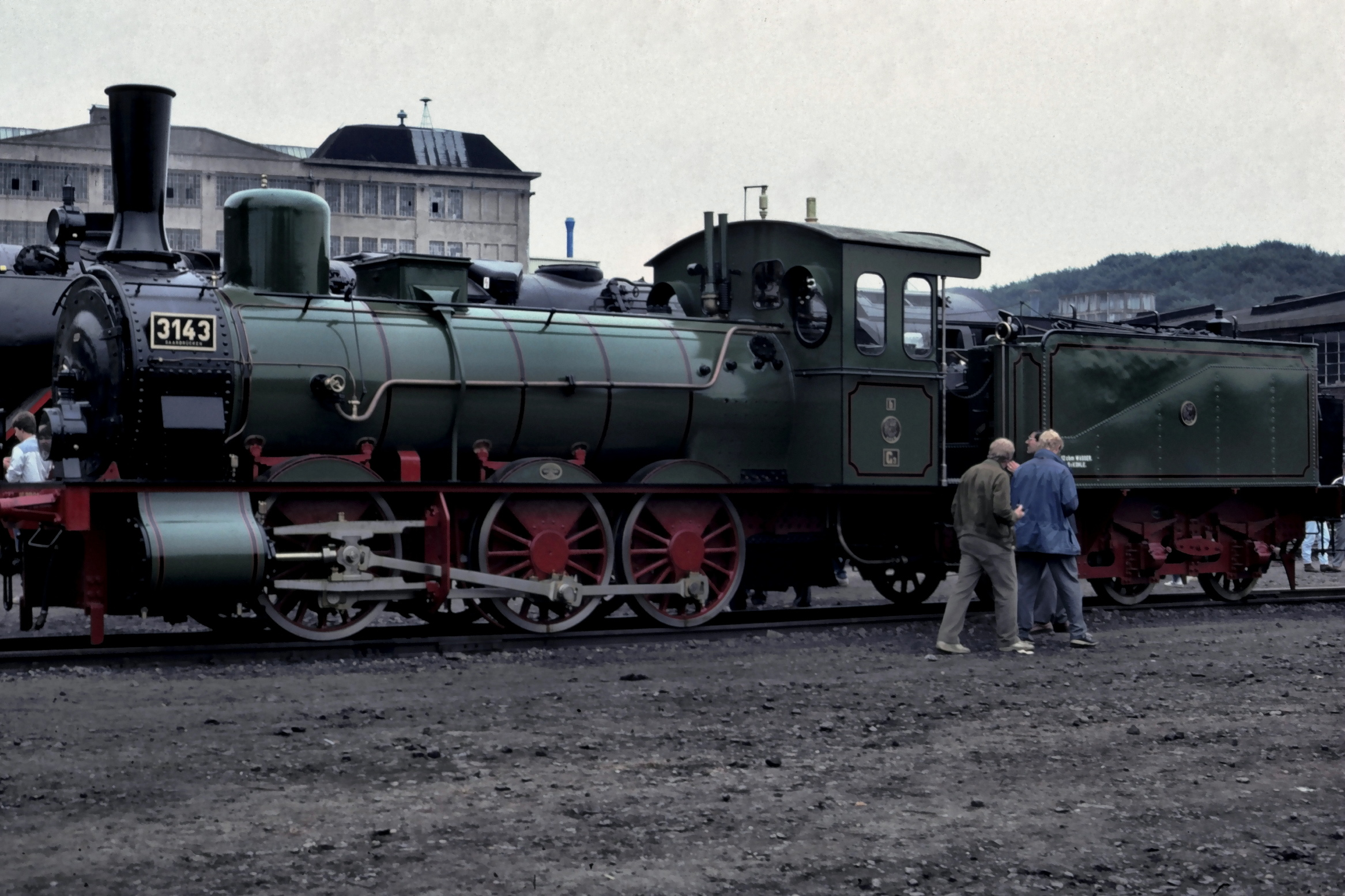
Ungepanzerte Dampflokomotive der preußischen Baureihe G3

Wie aus Fotos hervorgeht, verfügte der Panzerzug Zagończyk über eine teilgepanzerte Dampflokomotive der preußischen Baureihe G3 (polnische Bezeichnung Th1). Diese verfügte über Panzerplatten entlang der Rauchkammer, des Dampfzylinder, der Schornsteine und an den Seiten des Führerstands. Die Dampflokomotive befand sich in der Mitte des Panzerzuges.

### Artilleriewagen
Zu Beginn verfügte der Panzerzug Zagończyk über einen Artilleriewagen. Dies war ein ehemaliger offener, zweiachsiger Güterwagen, bei dem die Wände einer Stirnseite entfernt wurden und ein Artilleriegeschütz mit einer Räderlafette eingebracht wurde. Da die Seitenwände des ursprünglichen Wagens zu niedrig waren, wurden diese mit Hilfe von Blech und dahinterliegenden Holzplanken erhöht. Die Holzplanken dienten zeitgleich als Panzerschutz vor Beschuss mit leichten Waffen. Zum Schutz vor der Witterung erhielt der hintere Teil ein Dach aus Blech.

### Maschinengewehrwagen
Der Panzerzug Zagończyk verfügte über mindestens zwei Maschinengewehrwagen. Dies waren ehemalige, zweiachsige gedeckte Güterwagen, die mit Sandsäcken und Holz im Inneren gepanzert wurden. Die Wagen hatten an beiden Seiten je zwei Öffnungen und konnten jeweils bis zu vier Maschinengewehre mitführen.

### Sturmwagen
Der Panzerzug Zagończyk verfügte über mindestens einen Sturmwagen. Dieser war für den Transport des Infanterie-Sturmzuges vorgesehen. Es war ein zweiachsiger, gedeckter Güterwagen. Die Panzerung bestand aus Sandsäcken und Holz im Inneren.

### Abstoßwagen
An beiden Enden des Zuges befand sich jeweils ein zweiachsiger Flachwagen, welcher als Abstoßwagen diente. Sie dienten dazu, den Panzerzug vor Minen oder Entgleisung zu schützen und Gefahren vor den wichtigen Wagen zu beseitigen. Zusätzlich dienten sie zum Transport von Material wie Schienen, Bahnschwellen, Fahrrädern oder sonstigem Material.

## Einsatz
Vom 25. April bis zum 7. Mai 1920 kam der Panzerzug Zagończyk in Wolhynien als Teil der 2. und später 3. polnischen Armee zum Einsatz. Er operierte zusammen mit dem Panzerzug Generał Dowbor, dem Panzerzug Generał Listowski und dem Panzerzug Groźny auf den Eisenbahnstrecken zwischen Korosten, Schytomyr und Schmerynka, Kiew und Schmerynka, Korosten und Winnyzja sowie Mohyliw-Podilskyj, Kosjatyn und Kiew.
Anfang Juli 1920 wurde der Panzerzug Zagończyk zur Sicherung der Eisenbahnstrecke zwischen Riwne und Orezw abgestellt. Ab August 1920 wurde der Panzerzug der 3. polnischen Armee unterstellt und unterstützte diese bei mehreren Angriffen. Am 6. August drang er mit dem 4. Infanterieregiment der 3. Infanteriedivision von Włodawa nach Damatschawa vor und zwang die feindlichen Truppen zum Rückzug. Am 13. August begann die Schlacht bei Warschau, an der auch der Panzerzug Zagończyk teilnahm. Dabei sicherte er, zusammen mit dem Panzerzug Poznańczyk, die Eisenbahnstrecke zwischen Lublin und Lubartów.
Am 16. August 1920 begann ein Gegenangriff polnischer Truppen vom Fluss Wieprz aus. Neben dem Panzerzug Zagończyk unterstützten hier auch der Panzerzug Poznańczyk, Panzerzug Pierwszy Marszałek Panzerzug Groźny, Panzerzug Śmigły und Panzerzug Podhalanin. Zusammen zerstörten sie mehrere feindliche Lager und beschossen feindliche Einheiten auf dem Rückzug.
Am 29. August 1920 wurde die Ortschaft Zamość eingeschlossen und die schwache Garnison verteidigte sich so gut es ging. Unterstützung erhielten sie dabei durch den Panzerzug Zagończyk, Panzerzug Mściciel und Panzerzug Śmierć. Der Panzerzug Zagończyk operierte dabei auf der Eisenbahnstrecke zwischen Zamość und Koniuchy. Mit der Unterstützung der Panzerzüge gelang die Verteidigung der Stadt und mit einem Gegenangriff konnten die eingeschlossenen Truppen befreit werden.
Vom 11. bis zum 12. September 1920 nahmen mehrere Panzerzüge beim Angriff auf Kowel teil, darunter auch der Panzerzug Zagończyk, welcher immer noch der 3. Armee unterstellt war.
Was danach mit dem Panzerzug geschah, ist unbekannt.

## Zugzusammensetzung
Die Reihenfolge der Zusammensetzung des Panzerzuges wird von vorne nach hinten aufgeführt.
- Abstoßwagen
- Artilleriewagen
- Maschinengewehrwagen
- Panzerzuglokomotive
- Sturmwagen
- Maschinengewehrwagen
- Abstoßwagen